# Zdeněk V. Tobolka
Zdeněk Václav Tobolka (ur. 21 czerwca 1874 w Podiebradach, zm. 5 listopada 1951 w Pradze) – czeski księgoznawca, historyk i polityk; docent księgoznawstwa.

## Twórczość
- O volbě a korunování Jiřího z Poděbrad. Praha, 1896
- Styky krále Jiřího z Poděbrad s králem polským Kazimírem. Brno, 1898
- Hilaria Litoměřického Traktát k panu Janovi z Rozenberka. Praha, 1898
- Počátky konstitučního života v Čechách. Praga 1898
- František Palacký jako politik a historik. Praga 1898
- Slovanský sjezd v Praze r. 1848. Praga 1901
- K. Havlíčka »Politické spisy« v 5 dílech. Praga 1900–03
- Rakouské právo jazykové. Praga 1902
- Počátky dělnického hnutí v Čechách. Praga 1903
- Karel Havlíček. Praga 1905
- Česká bibliografie. Sv. 1–10 za léta 1902–1911. Praga 1903–1914
- Česká politika doby nejnovější I.–V. Praha: J. Laichter 1905–1913. (współautorstwo)
- Z mého života I.–III. Praga 1908–1915
- Politika: Co má věděti o Československé republice každý občan. I.–III. Praga 1923–1925
- Československé knihovnictví. Praga 1925
- Knihopis československých tisků od doby nejstarší až do konce 18. století. Díl 1, Prvotisky (do r. 1500). Praga 1925
- Knihopis československých tisků od doby nejstarší až do konce 18. století. Díl 2, tisky z let 1501–1800. cz. 1–5. Praga 1936–1950.
- Dějiny československého knihtisku v době nejstarší. Praga 1930
- Politické dějiny československého národa od roku 1848 I.–IV. Praga 1932–1937
- Kniha, její vznik, vývoj a rozbor. Praga 1949
- Národní a univerzitní knihovna v Praze, její vznik a vývoj I. (do r. 1777). Praga 1959